# Inhibitor
En inhibitor eller hämmare är ett ämne som hindrar ett enzyms katalyserande aktivitet. I allmänhet går detta till så att inhibitorn binder till enzymet på ett sådant sätt att dess aktivitet helt eller delvis försvinner. 
Enzymhämning brukar delas upp (farmaceutiskt) i irreversibel (permanent) och reversibel enzymhämning. Av den reversibla finns det två olika underkategorier som kallas kompetitiv och icke-kompetitiv.
Kompetitiva inhibitorer "tävlar" med substratet om bindningsplatsen på enzymet och sänker därigenom antalet katalyserade reaktioner. När inhibitorkoncentrationen sjunker kan substratmolekylerna åter bindas till enzymet. Flera läkemedel är kompetitiva inhibitorer. Ett exempel är penicillin som hindrar ett enzym från att katalysera reaktioner då bakteriernas cellväggar byggs upp. Resultatet blir att de nybildade bakterierna saknar cellvägg och går sönder.
Icke-kompetitiva inhibitorer binder inte till samma aktiva säte som substratet men kan istället binda till en annan plats på enzymet (allosteriskt centrum) vilket kan avaktivera enzymet (formen på enzymet förändras). Detta kallas reversibel icke-kompetitiv allosterisk hämning.
För att veta på vilket sätt en enzymhämmare verkar så utför man en del experiment där reaktionens begynnelsehastighet v0 vid ett antal olika substratkoncentrationer [S] (vid samma enzymkoncentration) plottas mot koncentrationen av substrat (y=v0, x=[S]). Grafen bildar då en platå vid vmax där enzymerna inte kan katalysera fler molekyler/tid trots att mängden substrat ökas. Vid halva vmax finner man på x-axeln KM (eg. [S] för den givna reaktionen) vilket kallas Michaelis konstant. Michaelis konstant motsvarar oftast koncentrationen av substrat som finns i våra egna celler, ty enzymet fungerar som mest optimalt vid den koncentrationen. Kompetitiv inhibition gör att KM ser ut att öka, eftersom mer substrat krävs för att enzymet ska genomföra samma arbete. Däremot påverkas inte vmax, eftersom substratet konkurrerar ut inhibitorn vid tillräckligt höga koncentrationer. Vid icke-kompetitiv inhibition minskas vmax. KM och Vmax presenteras ofta i ett Lineweaver-Burk-diagram
Irreversibla inhibitorer binds till enzymets aktiva yta så starkt att de i princip inte lossnar. Sådana ämnen kallas ibland enzymgifter. Ett exempel är kaliumcyanid, KCN. Cyanidjonerna binds irreversibelt till järnjonen i de enzym som deltar i cellandningen. Kolmonoxid, CO, verkar på samma sätt.
I de fall inhibitorn fungerar genom att binda till en receptor och hindra andra ligander från att binda där, sägs inhibitorn vara en antagonist.